# Internetdienst
Het begrip internetdienst betreft een omvattend aantal diensten en services die op het internet worden aangeboden, meer specifiek op het wereldwijd web. Voorbeelden van internetdiensten zijn chatdiensten, e-maildiensten, waaronder webmail, zoekmachines, muziekdiensten, online computerspellen, nieuwsgroepen, en streaming media.